# Desmia benealis
Desmia benealis là một loài bướm đêm trong họ Crambidae.